# 松平忠房 (小幡藩嫡子)
松平 忠房（まつだいら ただふさ）は、江戸時代中期の上野国小幡藩の世嗣。官位は従五位下・釆女正。

## 略歴
明和2年（1765年）、2代藩主・松平忠福の長男として誕生。
安永9年（1780年）に10代将軍・徳川家治に御目見し、従五位下・釆女正に叙任されたが、家督相続前の寛政元年（1789年）に早世した。
代わって弟・忠彊が嫡子となった。

## 系譜
- 父：松平忠福（1743-1799）
- 母：松平資訓養女 - 松平資順の娘
- 正室：政姫（?-1803） - 間部詮方八女
  - 長男：松平忠恵（1784-1862） - 松平忠福の跡を継ぐ